# Poison Idea
Poison Idea (muchas veces abreviado como PI) es un grupo de hardcore punk de Portland (Oregón, Estados Unidos).
Se movieron en un circuito underground y, aunque nunca disfrutaron de un éxito en los circuitos mainstream, su reputación es propia de una banda de culto en los círculos punk. Han sido admirados por bandas y músicos como Venomous Concept, Turbonegro, Pantera, Machine Head, Bård Faust (batería de Emperor) o Kurt Cobain (de Nirvana). En España grupos como Cerebros Exprimidos, Muletrain o Negu Gorriak (quienes incluyeron una versión de «Getting the fear» en Salam, Agur) han admitido la influencia que PI ha ejercido sobre ellos.

## Historia
Poison Idea fue fundado en 1980 por el vocalista Jerry A. (Jerry Lang). La formación inicial fue con Jerry A., Tom Roberts (más tarde conocido como «Pig Champion», guitarra), Glen Estes (bajo) y Dean Johnson (batería). El grupo estaba inspirado inicialmente por Black Flag y otras incipientes bandas de hardcore punk del sur de California, y más adelante fueron influidos por Discharge y The Germs. El cantante de los Germs Darby Crash fue una gran influencia para Jerry A., no sólo en la manera de cantar y escribir, sino también filosóficamente, de manera que PI adoptaron la radical ética punk de aquellos.
En 1983 apareció su EP de debut: Pick Your King. El título («elige tu rey») hacía referencia a los dos personajes que aparecían ilustrados en la carpeta: Jesucristo (frontal) y Elvis Presley (trasera).
En 1984 la banda reemplazó a Glen Estes por Chris Tense y publicó un nuevo trabajo, The Record Collectors Are Pretentious Assholes («Los coleccionistas de discos son unos gilipollas pretenciosos», en la portada se mostraba la gran colección de vinilos de Pig Champion). En el disco la banda introdujo sutiles elementos del rock en su música, que irían perfeccionando con sus posteriores referencias. En estos primeros años participaron en los recopilatorios Drinking is Great («Laughing Boy») y Cleanse the Bacteria («Die on Your Knees»), este último compilado por Pushead y editado en el propio sello de éste: Pusmort.
Con el lanzamiento en 1986 de Kings of Punk, PI continuaron ahondando en la fusión entre el hardcore y el heavy metal. Debido a su dieta de drogas, alcohol y comida basura, todos los miembros de la banda engordaron visiblemente, pasando de 130 kilos. Tom Roberts pasó incluso de los 200 kilos, por lo que se rebautizó a sí mismo como «Pig Champion».
Después de Kings of Punk, Chris Tense y Dean Johnson abandonaron la banda, aunque Tense volvió en 1987. Ese mismo año añadieron un segundo guitarrista, «Vegetable» Olsen, y un nuevo batería, «Thee Slayer Hippy», con quienes grabaron War All the Time (nombre tomado de una novela de Charles Bukowski) en 1987. A éste siguieron los EP Getting the Fear y Filthkick.
En esta época, después de numerosos cambios en su base rítmica, PI consiguió mantener una formación estable con Jerry A., Pig Champion, «Myrtle Tickner» (Charley Nims) al bajo (que había sustituido a Mondo) y «Thee Slayer Hippy», alternando a Kid Cocksman y Aldine Strichnine como segundos guitarras. Pig Campion continuó aumentando su peso, lo que le obligaba a tocar sentado.
En 1989 crearon su propio sello discográfico: American Leather (nombre tomado de una canción de The Germs), editando dos nuevas referencias: una reedición de Darby Crash Rides Again, su demo de 1982, y el 7" Discontent.
En 1990 la banda editó su, para muchos, obra maestra: Feel the Darkness. La fusión entre el hardcore y el metal alcanzó su máximo esplendor. Justo después de su salida, Aldine Strychnine dejó el grupo, regresando Mondo, esta vez como guitarrista, para suplir su puesto.
En 1992 aparecieron Pajama Party (un álbum de versiones) y Blank Blackout Vacant, su último álbum de estudio y en activo, ya que se disolvieron en 1993 al salir Pig Champion del grupo. Después aparecieron varios álbumes póstumos: We Must Burn (1993), Your Choice Live Series (ambos de 1993) y Religion and Politics Part I & II (1994).
En 1998 se produjo una reunión de la banda. Grabaron el EP Learning to Scream y comenzaron una gira, pero se separaron antes de que esta terminase.
El 31 de enero de 2006, Pig Champion murió en su casa de Portland. La causa de su muerte no está clara, pero se sabe que Pig sufría fiebres y una infección de riñón. PI tenía listo un nuevo álbum que fue editado después de la muerte del guitarrista. Por expreso deseo del guitarrista y con el beneplácito del resto de la banda, el álbum se llamó Last Will and Testament («Última voluntad y testamento»). Después de la muerte de Pig, Jerry A. comentó que, probablemente, Pig sabía que su final se acercaba, algo que ellos no sabían. El álbum apareció en mayo de 2006, editado por Farewell Records.

## Miembros
- Jerry A. (Jerry Lang): voz.
- Pig Champion (Thomas E. Roberts): guitarra.
- Glen Estes (1980-1984): bajo.
- Dean Johnson (1980-1986): batería.
- Eric Oldsen (1987-1988): guitarra.
- Kid Cocksman (1988): guitarra.
- Aldine Striknine (1988-: guitarra.
- Chris Tense (1984-1987): bajo.
- Mondo (1988, 1991): bajo y guitarra.
- Myrtle Tickner (Charley Nims, 1989-): bajo.
- Thee Slayer Hippy (Steve Hanford, 1987-): batería
- Jimmy Taylor (2006): guitarra.
- Chris Carey (2006): bajo.
- Chris Cuthbert (2006): batería.

## Discografía

### Álbumes
- Darby Crash Rides Again (Autoeditado, 1982). Maqueta.
- Kings of Punk (Pusmort, 1986).
- War All the Time (Alchemy, 1987).
- Fuck Ian MacKaye (American Leather, 1989). Contiene Filthkick y Getting the Fear
- Feel the Darkness (American Leather, 1990).
- Dutch Courage (Bitzcore, 1991). En directo.
- Pajama Party (Tim Kerr, 1992). Álbum de versiones.
- Blank Blackout Vacant (Taang!, 1992).
- Your Choice Live Series (Your Choice Records, 1993)
- We Must Burn (Tim Kerr, 1993).
- Religion and Politics Part I & II (Tim Kerr, 1994). Grabado en las mismas sesiones que We Must Burn.
- The Early Years (Bitzcore, 1994).
- The Best of Poison Idea (Taang!, 2000). Contiene Pick Your King, Record Collectors, yKings of Punk.
- Latest Will and Testament (Farewell, 2006).

### Singles y EP
- Pick Your King (Fatal Erection, 1983). EP en formato 7".
- Record Collectors Are Pretentious Assholes (Fatal Erection, 1984). EP en formato 12".
- Filthkick (Shitfool, 1988). EP en formato 7".
- Getting the Fear 12” EP (Rockport, 1988). EP en formato 12".
- Picture disc (American Leather, 1989)
- Darby Crash Rides Again (American Leather, 1989) Reedición de la primera maqueta en formato 7".
- Discontent (American Leather, 1990)
- Punish Me (American Leather, 1991)
- Live in Vienna (American Leather, 1991)
- Official Bootleg (American Leather, 1991)
- Learning to Scream (Taang!, 1998). EP en formato 7".
- Religion & Politics 2x7 (Insipid). EP en formato doble 7" o CD.

### Splits
- Poison Idea y Babes In Toyland. Split 7" (Insipid), En formato 7". En la cara A Poison Idea interpretan «Catatonic» (de Babes In Toyland), mientras que éstoas en la cara B interpretan «Death, Agonies & Sceams» (de PI).

### Participaciones en recopilatorios
- «M.I.A.», «All Right» y «Young Lord» en Grievous Musical Harm (Xcentric Noise, 1983). Casete.
- «Laughing Boy» en Drinking Is Great EP (Fatal Erection, 1985). 7".
- «Typical» y «Die On Your Knees» en Cleanse the Bacteria (Pusmort, 1985). LP con un 12" de bonus en el que también apareció «I Gotta Right».
- «New Rose» en Punk’s Not Dread LP (Sink Below, 1991).
- «Just to Get Away» en Punk O' Rama Vol. 2 (Epitaph Records, 1996).